# Семюел Суареш
Семюел Жумпе Суареш (порт. Samuel Jumpe Soares, нар. 15 червня 2002, Амадора, Португалія) — португальський футболіст, воротар клубу «Бенфіка».

## Ігрова кар'єра

### Клубна
У 2013 році Семюел Суареш приєднався до академії столичної «Бенфіки» і тривалий час грав за молодіжні клубні команди. У жовтні 2022 року воротар підписав контракт з клубом, який діє до 2027 року.
У сезоні 2021/22 суареш відіграв важливу роль в переможному для «Бенфіки» турнірі Юнацької ліги і допоміг команді виграти свій перший європейський трофей з 1962 року. З серпня 2022 року воротар почав свої виступи за дублюючий склад «Бенфіки» — «Бенфіка Б». Починаючи з сезону 2022/23 Суареш почав тренуватися з першою командою і в тому сезоні отримав золоту медаль чемпіонату Португалії.
Сезон 2023/24 Суареш починав як основний воротар «Бенфіки», але згодом поступився місцем у воротах Анатолію Трубіну.

### Збірна
Семюел Суареш має походження з Гвінеї-Бісау. Але з 2017 року він грає за юнацькі збірні Португалії, де пройшов через всі вікові категорії. У 2023 році Суареш був у заявці молодіжної збірної Португалії на участь у молодіжному чемпіонаті Європи, що проходив у Румунії та Грузії. Але на турнірі Семюел був резервним воротарем і на поле не виходив.

## Титули
Бенфіка 
 Переможець Юнацької ліги УЄФА: 2021/22
 Чемпіон Португалії: 2022/23
 Переможець Суперкубка Португалії: 2023, 2025
 Переможець Кубка португальської ліги: 2024/25